# Ешленд (Орегон)
Ешленд (англ. Ashland) — місто (англ. city) в США, в окрузі Джексон штату Орегон. Населення — 21 360 осіб (2020).

## Географія
Ешленд розташований за координатами 42°11′32″ пн. ш. 122°42′2″ зх. д. / 42.19222° пн. ш. 122.70056° зх. д. (42.192172, -122.700426). За даними Бюро перепису населення США в 2010 році місто мало площу 17,07 км², з яких 17,07 км² — суходіл та 0,00 км² — водойми.

### Клімат
| Клімат : Ешленд         | Клімат : Ешленд | Клімат : Ешленд | Клімат : Ешленд | Клімат : Ешленд | Клімат : Ешленд | Клімат : Ешленд | Клімат : Ешленд | Клімат : Ешленд | Клімат : Ешленд | Клімат : Ешленд | Клімат : Ешленд | Клімат : Ешленд | Клімат : Ешленд |
| Показник                | Січ.            | Лют.            | Бер.            | Квіт.           | Трав.           | Черв.           | Лип.            | Серп.           | Вер.            | Жовт.           | Лист.           | Груд.           | Рік             |
| Абсолютний максимум, °C | 21,7            | 25,6            | 27,8            | 34,4            | 38,3            | 40,6            | 41,1            | 42,2            | 39,4            | 36,1            | 26,7            | 21,1            | 42,2            |
| Середній максимум, °C   | 9,4             | 12,2            | 14,6            | 17,4            | 21,6            | 26,0            | 30,9            | 30,6            | 26,9            | 20,2            | 12,0            | 8,6             | 19,2            |
| Середня температура, °C | 4,1             | 5,8             | 7,5             | 9,8             | 13,4            | 17,1            | 20,8            | 20,3            | 16,7            | 11,4            | 6,1             | 3,5             | 11,4            |
| Середній мінімум, °C    | −1,2            | −0,7            | 0,4             | 2,3             | 5,3             | 8,2             | 10,7            | 10,0            | 6,4             | 2,6             | 0,3             | −1,6            | 3,6             |
| Абсолютний мінімум, °C  | −18,3           | −18,3           | −9,4            | −6,7            | −5              | −1,7            | 0,0             | 1,1             | −2,8            | −10,6           | −11,1           | −20             | −20             |
| Норма опадів, мм        | 60              | 48              | 51              | 46              | 43              | 20              | 13              | 14              | 17              | 35              | 76              | 83              | 506             |
| Днів з опадами          | 14,1            | 11,9            | 13,4            | 12,7            | 9,6             | 5,3             | 2,5             | 2,6             | 3,9             | 7,5             | 15,2            | 15,0            | 113,7           |
| Днів зі снігом          | 0,5             | 0,4             | 0,1             | 0               | 0               | 0               | 0               | 0               | 0               | 0               | 0               | 0,3             | 1,3             |
| ----------------------- | --------------- | --------------- | --------------- | --------------- | --------------- | --------------- | --------------- | --------------- | --------------- | --------------- | --------------- | --------------- | --------------- |
| Джерело: NOAA           |                 |                 |                 |                 |                 |                 |                 |                 |                 |                 |                 |                 |                 |

## Демографія
Згідно з переписом 2010 року, у місті мешкало 20 078 осіб у 9409 домогосподарствах у складі 4542 родин. Густота населення становила 1176 осіб/км². Було 10455 помешкань (613/км²).
Расовий склад населення:
| - 90,3 % — білих - 2,1 % — азіатів - 1,1 % — чорних або афроамериканців - 0,9 % — корінних американців - 0,3 % — вихідців з тихоокеанських островів - 1,4 % — осіб інших рас |

До двох чи більше рас належало 4,0 %. Частка іспаномовних становила 5,1 % від усіх жителів.
За віковим діапазоном населення розподілялося таким чином: 15,9 % — особи молодші 18 років, 66,5 % — особи у віці 18—64 років, 17,6 % — особи у віці 65 років та старші. Медіана віку мешканця становила 42,9 року. На 100 осіб жіночої статі у місті припадало 85,5 чоловіків; на 100 жінок у віці від 18 років та старших — 84,0 чоловіків також старших 18 років.
Середній дохід на одне домашнє господарство становив 64 453 долари США (медіана — 45 704), а середній дохід на одну сім'ю — 84 004 долари (медіана — 69 004). Медіана доходів становила 45 350 доларів для чоловіків та 40 449 доларів для жінок. За межею бідності перебувало 19,0 % осіб, у тому числі 22,5 % дітей у віці до 18 років та 5,8 % осіб у віці 65 років та старших.
Цивільне працевлаштоване населення становило 9386 осіб. Основні галузі зайнятості: освіта, охорона здоров'я та соціальна допомога — 32,9 %, мистецтво, розваги та відпочинок — 14,5 %, роздрібна торгівля — 13,9 %.